# سنة مؤكدة
السنة المؤكدة في أصول الفقه، وفروعه هي: (ما واظب عليها النبي صلى الله عليه وسلم، ولم يتركها إلا مرة أو مرتين) بمعنى: ما يطلب لا على وجه
الفرضية، لكن على وجه التأكيد. وحكمها: (يثاب فاعلها ويلام تاركها). وتسمى مؤكدة: لأن مشروعيتها اقترنت بتأكيد مشابه لتأكيد الفرض، ووقع الخلاف في وجوب بعضها أو فرضيته. وتكون في أنواع من الصلوات المسنونات، كالعيدين، وصلاة الكسوف، والوتر، وقيام الليل، وراتبة الفجر. وبعض الرواتب التابعة للفرائض، والسنن المؤكدة في الصلاة؛ مثل: التشهد الأول (يستثنى المذهب الحنبلي)، وقراءة السورة بعد الفاتحة، وفي الوضوء؛ مثل: المضمضة. وتتضمن كل مسنون مؤكد في أنواع العبادات، وما في معناها. مما واظب عليه النبي ولم ينقطع عنه، مثل: الاعتكاف والأضحية وغير ذلك.

## تعريف السنة المؤكدة
السنة في اللغة: لمعان عدة، منها: بمعنى: السيرة، والمنهج والطريقة الواضحة. والسنة في العلوم الإسلامية تطلق على: (المنهج الإسلامي) -عموما- وعلى: الأوامر والنواهي الشرعية. وفي علم الحديث، ووأصوله؛ بمعنى: (الحديث النبوي). وفي أصول الفقه وفروعه؛ تطلق على: المصدر الثاني للتشريع. وبمعنى المسنون -أحد أنواع الأحكام الشرعية- بمعنى: المطلوب فعله شرعا بغير إلزام.

### معنى السنة المؤكدة
السنة المؤكدة في الفقه هي: (ما واظب عليها النبي صلى الله عليه وسلم، ولم يتركها إلا مرة أو مرتين). والسنة عند الفقهاء بمعنى: «المسنون» وهو: (ما يثاب فاعله ويلام تاركه). والمسنون غير الفرض. ومعنى «مؤكدة»: أن مشروعية هذه المسنون اقترن بالمواظبة الفعلية من المشرع صلى الله عليه وسلم، فالتأكيد لهذا النوع من المسنونات؛ يجعله في رتبة أقرب إلى الفرض، لكنه لا يخرج عن كونه مسنونا.

## أنواع السنن المؤكدة
أنواع السنن المؤكدة كثيرة، منها:
1. أنواع من الصلوات المسنونات؛ مثل: صلاة العيدين، والكسوفين، والاستسقاء، والوتر، وصلاة الليل، وركعتي الفجر، والسنن الرواتب، وصلاة الضحى، وصلاة التراويح في رمضان.
2. السنن المؤكدة في الصلاة؛ مثل: التشهد الأول، وقعوده، والقرآءة بعد الفاتحة.
3. السنن المؤكدة في الوضوء؛ كالتثليث في غسل الأعضاء.
4. السواك.
5. الاعتكاف في رمضان، وفي غيره.
6. الأضحية.

## حكم السنة المؤكدة
السنة المؤكدة بمعنى: الحكم المسنون المؤكد في الشرع الإسلامي. والشرع هو: (ماشرعه الله على لسان نبيه من أحكام). أي: الأوامر، والنواهي. والمطلوب شرعا إما فرض؛ وهو: المطلوب على وجه الإلزام والحتمية. وإما غير ذلك؛ وهو موضع تفصيل.
- عند الشافعية؛ لا فرق بين الفرض، والواجب، واللازم، والمحتم. كما أن ما عدا الفرض؛ هو ما يثاب فاعله ولا يعاقب تاركه.

ولا فرق عندهم بين: المسنون، والمستحب، والمندوب، والتطوع، والنفل. إلا من حيث بعض الاعتبارات، فالمؤكد مثلا؛ أفضل من غير المؤكد.
- عند الحنابلة فهم موافقون للشافعية، إلا أنهم قسموا المسنون إلى: مؤكد؛ فيكره تركه، وغير مؤكد؛ فلا يكره تركه.
- عند المالكية؛ المسنون: هو المطلوب شرعا على وجه التأكيد، بغير إلزام، فيثاب فاعله، ويلام تاركه.

المندوب هو المطلوب شرعا بغير تأكيد، فهو كالمسنون إلا أنه أقل منه رتبة.
- عند الحنفية؛ السنة المؤكدة ما واظب عليها رسول الله صلى الله عليه وسلم، والخلفاء الراشدون من بعده. وتركها يوجب الإساءة، وهي نوعان:

1. سنة هدي؛ مثل: الأذان والإقامة، وصلاة التراويح.
2. سنة زوائد؛ مثل: سيرته عليه الصلاة والسلام في ملبسه، ومشربه، ونحو ذلك.

### الفرق بين السنة المؤكدة وبين الواجب
يتفق معنى المسنون المؤكد، والواجب في: أن كل واحد منهما مطلوب في الشرع على وجه التأكيد. لكن الواجب -عند الجمهور- بمعنى المفروض، خلافا لمذهب أبي حنيفة.
- المسنون المؤكد عند الجمهور؛ عند المالكية، الشافعية، والحنابلة؛ الواجب بمعنى: الفرض. والمسنون المؤكد؛ يثاب فاعله ويلام تاركه. ولا فرق بين المستحب والمندوب والمسنون إلا باعتبار

متعلقاتها. فمن المسنونات ما يشرع لتركه سجود السهو، أو القضاء،
أو غيره، ومنها ما لا يشرع لها ذلك.
- المسنون المؤكد عند الحنفية يطلق بمعنى: (الواجب) فيثاب فاعله، ويكون تاركه مسيئا، فيأثم بأقل من إثم ترك المفروض.

#### الواجب عند الحنفية
الواجب في مذهب الحنفية؛ هو: المطلوب عملا لا علما بدليل ظني. بخلاف الفرض فإنه مطلوب عملا، وعلما، أي: مع اعتقاد فرضيته، وثبوته بدليل قطعي. فصلاة الوتر مثلا؛ واجبة. لثبوتها بأدلة مثل حديث: 《أوتروا يا أهل القرآن》.

## السنن المؤكدة في الصلاة

### المسنون في جماعة
وهي: الصلوت التي يشرع فعلها في جماعة، ووقع الخلاف في وجوبها.
1. عيد الأضحى.
2. صلاة عيد الفطر.
3. كسوف الشمس.
4. صلاة خسوف القمر.
5. صلاة الاستسقاء.

### السنن الرواتب
السنة الراتبة هي: صلاة النافلة التابعة للصلوات المفروضات، وهي:
| الصلاة المفروضة | المؤكد قبلها | المؤكد بعدها | المستحب قبلها | المستحب بعدها | المجموع            |
| --------------- | ------------ | ------------ | ------------- | ------------- | ------------------ |
| صلاة الفجر      | ركعتان       | لاشيء        |               | لاشيء         | ركعتان             |
| صلاة الظهر      | أربع ركعات   | ركعتان       |               | ركعتان        | ثمان ركعات         |
| صلاة العصر      |              | لاشيء        | أربع ركعات    | لاشيء         | أربع ركعات         |
| صلاة المغرب     |              | ركعتان       | ركعتان        |               | أربع ركعات         |
| صلاة العشاء     |              | ركعتان       | ركعتان        |               | أربع ركعات         |
| المجموع         | ست ركعات     | ست ركعات     | ثمان ركعات    | ركعتان        | اثنتان وعشرون ركعة |

### صلاة التراويح
صلاة التراويح في ليالي شهر رمضان؛ وهي سنة مؤكدة
- سُئل أبو حنيفة عن صلاة التراويح، حيث أن أبا يوسف، سأله عنها وعما فعله عمر؟ فقال: «التراويح سنة مؤكدة، ولم يتخرجه عمر من تلقاء نفسه، ولم يكن فيه مبتدعا، ولم يأمر به إلا عن أصل لديه، وعهد من رسول الله ﷺ»
- عن أبي ذر الغفاري قال:«صُمْنا مع رسولِ الله ﷺ رمضانَ، فلم يَقُمْ بنا حتى بقي سبع من الشهر، فقام بنا حتى ذَهَبَ ثلثُ الليل، ثم لم يقم بنا في السادسة، وقام بنا في الخامسة حتى ذهب شَطْرُ الليل، فقلنا له: يا رسولَ الله، نَفَّلْتَنا بقيةَ ليلتنا هذه، قال : إِنَّه من قام مع الإمام حتى ينصرفَ كُتِبَ له قيامُ ليلة، ثم لم يقم بنا حتى بقي ثلاث ليال من الشهر، فصلَّى بنا في الثالثةِ، ودعا أَهلَه ونساءه، فقام بنا حتى تخوَّفْنا الفلاحَ، قلتُ : وما الفلاحُ ؟ قال : السُّحورُ»[4]

### صلاة الوتر
صلاة الوتر هي ركعة تختم ما قبلها من صلاة الليل، التي تصلى شفعا.

### سنن أخرى
1. صلاة الليل.[5]
2. صلاة الضحى.[5]
3. تحية المسجد.[5]
4. سنة الوضوء.[5]
5. ركعتي الإحرام.[5]
6. ركعتي الطواف.[5]

## السنن المؤكدة في الوضوء
سنن الوضوء هي: الأمور المطلوبة شرعا للوضوء، ما عدا الفروض. عند الشافعية؛ لا فرق بين المسنون، والمستحب، والمندوب، والتطوع في سنن الوضوء، والحنابلة متفقون معهم في ذلك. أما الحنفية والمالكية؛ فلهم تفصيل

### سنن الوضوء المؤكدة
سنن الوضوء المؤكدة عند الحنفية؛ منها: التسمية وغسل الكفين، والمضمضة، والإستنشاق، ومسح الأذنين، تخليل الماء بين الأصابع.

### سنن الوضوء عند المالكية
سنن الوضوء المؤكدة عند المالكية هي:
1. غسل اليدين قبل إدخالهما الإناء.
2. المضمضة;[6]
3. الإستنشاق:[7]
4. الإستنثار؛ وهو: إخراج الماء من الأنف بعد الإستنشاق.
5. مسح الأذنين ظاهراً وباطنا؛
6. مسح الأذنين ظاهراً وباطناً بماء جديد عند الجمهور، وإدخال أصبعيه في صماخيه.
7. الترتيب بين أعضاء الوضوء؛
8. مسح جميع الرأس باستيعاب؛

### مندوباتالوضوءعند المالكية
1. التيامن؛ وهو: تقديم اليمنى على اليسرى.
2. وضع الإناء المفتوح عن يمينه والضيق عن يساره.
3. البدء بمقدم العضو،
4. الغسل ثلاثا في كل مغسول؛
5. الاستياك قبل الوضوء؛
6. التسمية في أول الوضوء؛[8] مع السكوت عن الكلام بغير ذكر الله تعالى إلا لحاجة.
7. الاقتصاد في استعمال الماء؛
8. الجلوس في مكان طاهر؛